# Liste der Mainquerungen in Frankfurt am Main

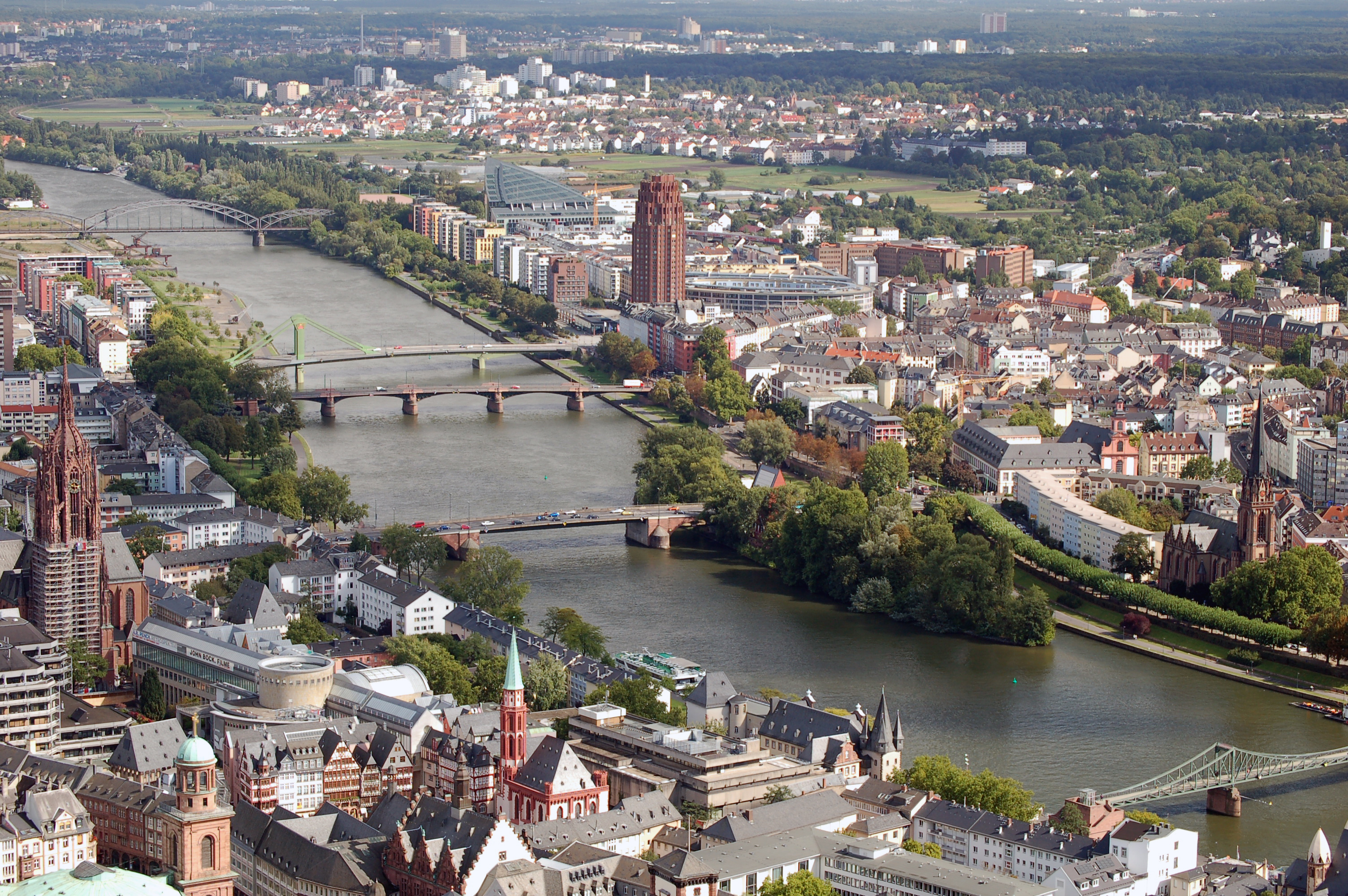
Frankfurter Mainbrücken

Seit der Antike war Frankfurt am Main ein wichtiger Mainübergang. Der Name erinnert heute noch an die Furt der Franken. Heute zählt man im Innenstadtbereich der Stadt neun Brücken. Rechnet man die Brücken der äußeren Stadtteile mit, kommt man auf 21 Brücken und Stege über den Main. In Flussrichtung sind dies:

## Brücken und Tunnel
| Name                             | Strecken                                                                                    | Stadtteile                               | Baujahr         | Bemerkungen | Bild      |
| Offenbach                        | Offenbach                                                                                   | Offenbach                                | Offenbach       | Offenbach | Offenbach |
| -------------------------------- | ------------------------------------------------------------------------------------------- | ---------------------------------------- | --------------- | --- | --------- |
| Arthur-von-Weinberg-Steg         |                                                                                             | Fechenheim – Offenbach-Bürgel            | 1981            | Rohrleitungsbrücke mit Fußgängersteg und Radweg |           |
| Carl-Ulrich-Brücke               | 551, F41 GrünGürtel-Radweg                                                                  | Fechenheim – Offenbach                   | 1953            | |           |
| Kaiserleibrücke                  | A 661 103, X97, n61                                                                         | Ostend – Offenbach-Kaiserlei             | 1964            | |           |
| Staustufe Offenbach              |                                                                                             | Ostend – Offenbach-Kaiserlei             | 1953            | Schleuse mit Fußgängerbrücke |           |
| Osthafen (nur über Hafenbecken)  |                                                                                             |                                          |                 | |           |
| Schmickbrücke                    |                                                                                             | Ostend                                   | 1912            | Überquerung des Osthafen-Südbeckens |           |
| Honsellbrücke                    | 31                                                                                          | Ostend                                   | 1912            | Überquerung des Osthafens |           |
| Innenstadt                       |                                                                                             |                                          |                 | |           |
| Osthafenbrücke                   |                                                                                             | Ostend – Sachsenhausen                   | 2013            | Straßenbrücke mit Rad- und Fußgängerweg |           |
| Deutschherrnbrücke               | Bahnstrecke Frankfurt Süd–Aschaffenburg (RB, RE) GrünGürtel-Wanderweg                       | Ostend – Sachsenhausen                   | 1913            | Eisenbahn-Brücke (mit Gehweg) |           |
| City-Tunnel                      | Bahnstrecke Frankfurt Hbf–Frankfurt Süd, Frankfurt Schlachthof–Hanau (S1–S6, S8, S9)        | Ostend – Sachsenhausen                   | 1990            | Unterirdische Innenstadtstrecke der S-Bahn, die nächsten Stationen sind Ostendstraße nördlich und Lokalbahnhof bzw. Mühlberg südlich des Mains.                    |           |
| Flößerbrücke                     | B 3                                                                                         | Ostend/Innenstadt – Sachsenhausen        | 1986            | Straßenverkehr nur Richtung Norden |           |
| Ignatz-Bubis-Brücke              | B 3 14, 18                                                                                  | Innenstadt – Sachsenhausen               | 1878            | ehemalige Obermainbrücke, Straßenverkehr nur Richtung Süden |           |
| Alte Brücke                      | 30, M36, n71                                                                                | Altstadt – Sachsenhausen                 | 11. Jhd. (1926) | Die älteste Brücke Frankfurts; sie wurde erstmals 1222 urkundlich erwähnt, doch gibt es Hinweise, dass sie bereits im 11. Jahrhundert existierte.                  |           |
| Eiserner Steg                    |                                                                                             | Altstadt – Sachsenhausen                 | 1869 (1946)     | Fußgängerbrücke; Wahrzeichen Frankfurts |           |
| Untermainbrücke                  |                                                                                             | Innenstadt – Sachsenhausen               | 1874 (1949)     | |           |
| A-Tunnel                         | A-Strecke (U1 – U3, U8)                                                                     | Innenstadt – Sachsenhausen               | 1984            | Die Nord-Süd-Strecke der Frankfurter U-Bahn unterfährt den Main zwischen den Bahnhöfen Willy-Brandt-Platz und Schweizer Platz, etwas westlich der Untermainbrücke. |           |
| Holbeinsteg                      |                                                                                             | Bahnhofsviertel – Sachsenhausen          | 1990            | Als Hängebrücke konstruierte Fußgängerbrücke |           |
| Friedensbrücke                   | B 44 12, 16, 17, 20, 21                                                                     | Gutleutviertel – Sachsenhausen           | 1951            | Nachfolgebau der zerstörten Wilhelmsbrücke |           |
| Westhafen (nur über Hafenbecken) |                                                                                             |                                          |                 | |           |
| Westhafenbrücke                  |                                                                                             | Gutleutviertel                           | 2002            | Straßenbrücke |           |
| Flusskrebssteg                   |                                                                                             | Gutleutviertel                           | 2002            | Fußgängerbrücke |           |
| Westliche Stadtteile             |                                                                                             |                                          |                 | |           |
| Main-Neckar-Brücke               | Bahnstrecke Frankfurt am Main–Heidelberg, Bahnstrecke Frankfurt–Göttingen (RB, RE, IC, ICE) | Gutleutviertel – Sachsenhausen/Niederrad | 1882 (1927)     | Eisenbahnbrücke (mit Rad- und Gehweg) |           |
| Dritte Niederräder Brücke        | Mainbahn, Neubaustrecke Frankfurt–Mannheim (ICE)                                            | Gutleutviertel – Niederrad               | 2026 (geplant)  | Eisenbahnbrücke (im Bau) |           |
| Alte Niederräder Brücke          | Mainbahn (S7, RE, ICE)                                                                      | Gutleutviertel – Niederrad               | 1882 (1928)     | Eisenbahnbrücke (mit Rad- und Gehweg) |           |
| Neue Niederräder Brücke          | Flughafenschleife Frankfurt (S8, S9)                                                        | Gutleutviertel – Niederrad               | 1979            | Eisenbahnbrücke |           |
| Europabrücke                     | A 5                                                                                         | Griesheim – Schwanheim                   | 1978            | Ersatz der abgerissenen Autobahnbrücke Griesheim (mit seitlich angebautem Rad- und Gehweg)                                                                         |           |
| Staustufe Griesheim              |                                                                                             | Griesheim – Schwanheim                   | 1932            | Schleuse mit Fußgängerbrücke |           |
| Schwanheimer Brücke              | B 40 51, 68                                                                                 | Nied – Schwanheim                        | 1907 (1963)     | Straßenbrücke |           |
| Mainfähre Höchst                 | GrünGürtel-Radweg und Wanderweg                                                             | Höchst – Schwanheim                      |                 | Freifahrende Fähre für Fußgänger und Radfahrer |           |
| Leunabrücke                      | 58, X58                                                                                     | Höchst – Schwanheim                      | 1994            | Straßenbrücke |           |
| Werksbrücke Mitte                |                                                                                             | Höchst – Schwanheim                      | 1960            | private Straßenbrücke im Industriepark Höchst |           |
| Versorgungsbrücke                |                                                                                             | Höchst – Schwanheim                      | 2009            | Brücke für Versorgungsleitungen |           |
| Werksbrücke West                 | Hessischer Radfernweg R3                                                                    | Sindlingen – Kelsterbach                 | 1972            | private Straßen- und Eisenbahnbrücke im Industriepark Höchst. Offen für Fuß- and Radverkehr.                                                                       |           |
| Sindlinger Mainbrücke            | B 40 X53                                                                                    | Sindlingen – Kelsterbach                 | 1978            | Straßenbrücke |           |